# Nora Radcliffe
Nora Radcliffe (* 4. März 1946 in Aberdeen) ist eine schottische Politikerin und Mitglied der Liberal Democrats. Radcliffe besuchte die High School for Girls in Aberdeen und studierte dann an der Universität Aberdeen. 1988 trat sie erstmals politisch in Erscheinung, als sie in den Regionalrat der Region Gordon gewählt wurde. Diesem gehörte Radcliffe bis 1992 an. Später trat sie auch zu Wahlen für die Regionalräte der Regionen Grampian und Aberdeenshire an, erhielt jedoch nicht die nötige Stimmenmehrheit.

## Schottisches Parlament
Bei den ersten Schottischen Parlamentswahlen im Jahre 1999 kandidierte Radcliffe im Wahlkreis Gordon. Sie gewann das Direktmandat vor der Kandidatin der SNP und zog in das neugeschaffene Schottische Parlament ein. Bei den folgenden Parlamentswahlen im Mai 2003 konnte sie ihren Stimmenanteil ausbauen und verteidigte ihr Direktmandat vor der Konservativen Nanette Milne. Zu den Parlamentswahlen 2007 stellte die SNP ihren Parteivorsitzenden und späteren First Minister Alex Salmond, der 1999 noch im Wahlkreis Banff and Buchan kandidiert hatte, im Wahlkreis Gordon auf. Obschon Radcliffe nur 2,5 Prozentpunkte gegenüber der vorigen Wahl einbüßte, verlor sie die Wahl. Da Radcliffe nicht auf der Regionalwahlliste der Liberaldemokraten für die Wahlregion North East Scotland gesetzt war, schied sie aus dem Parlament aus.